# Глаттен
Глаттен (нем. Glatten) — община в Германии, в земле Баден-Вюртемберг. 
Подчиняется административному округу Карлсруэ. Входит в состав района Фройденштадт.  Население составляет 2326 человек (на 31 декабря 2010 года). Занимает площадь 15,52 км².